# White House Coronavirus Task Force
White House Coronavirus Task Force er en føderal arbejdsgruppe i USA oprettet den 29. januar 2020
for at koordinere og lede regeringens bestræbelser på at forhindre, kontrollere og bremse spredningen af coronavirussen SARS-CoV-2 og den tilknyttede sygdom COVID-19.
Arbejdsgruppen ledes af den amerikanske vicepræsident Mike Pence, mens lægen Deborah Birx er operationskoordinator.

## Baggrund
Det første kendte tilfælde i USA af COVID-19 blev bekræftet i delstaten Washington den 20. januar 2020 hos en 35-årig mand, der var vendt tilbage fra Wuhan i Kina den 15. januar.
White House Coronavirus Task Force blev oprettet den 29. januar.
Den 31. januar erklærede regeringen Donald Trump en folkesundhedskrise – "a public health emergency"
– og indførte begrænsninger for indrejsende fra Kina.
Den 10. marts 2020 rapporterede onlineavisen The Hill, at republikanske senatorer i et møde havde rådet præsident Trump til at afholde flere pressekonferencer og gøre Anthony Fauci til "den føderale regerings ansigt udadtil", fordi han ifølge en senator havde troværdighed, taler med autoritet og nyder respekt i lægeverdenen, "... has respect in the medical community".
Ifølge Wall Street Journal blev sundhedsminister Alex Azars rolle nedtonet, mens Pence fik en større rolle.
Arbejdsgruppen har brugt pressekonferencer til at kommunikere opdateringer, retningslinjer og ændringer i foranstaltninger over for den amerikanske befolkning under pandemien.